# 小尾十三
小尾 十三（おび じゅうぞう、1908年10月26日 - 1979年3月8日）は、日本の小説家、教師。

## 略歴
山梨県北巨摩郡穂足村大豆生田（現・北杜市須玉町）生まれ。1903年（明治36年）に江草村の本家から分家した家で、四男として生まれる。母は津金村の漢方医飯島家の娘。小尾家は農家で、父は国定教科書販売を営んでいたが1912年（大正元年）に破産したため一家で甲府市へ移り碁会所をはじめるが、母は幼い十三らを連れて善光寺町へ別居し、小作業や養蚕で生計を立てる。
1923年（大正12年）に甲府商業学校に入学するが、翌年には退学して長野鉄道局教習所電信科へ入所する。その後、職を転々とし農民組合運動にも関わり、日本共産党の影響下にあった全農支部青年部書記にもなっている。母の支援で上京し、1934年（昭和9年）には朝鮮総督府逓信局へ勤務。在京中に正則英語学校の夜間部で学び教員免許を得るが、警察の身辺調査で就職の道は絶たれていた。
1939年（昭和14年）には朝鮮で元山商業学校教師となる。1942年（昭和17年）には新京中央放送局に勤め、翌1943年（昭和18年）には森永製菓満州本社の経理課長となる。この頃に教師時代の回想を小説「登攀」として描く。「登攀」は「内鮮一体」の皇民化政策の時代風潮のもと、内地から赴任した主人公の北原邦夫が献身的愛を注ぐ朝鮮人生徒の安原寿善との関係が描かれている。
「登攀」は翌1944年（昭和19年）2月には友人である安倍一郎のすすめで京城帝大出身の詩人・崔載瑞が主宰する文芸雑誌『國民文學』に掲載され、同年12月には日本でも『文藝春秋』に掲載される。岩倉政治から賞賛され、岩倉は横光利一や川端康成らと芥川賞候補に推薦する。国家思想を意識した作品であることから評価され、同年上半期に八木義徳「劉廣福」とともに第19回芥川賞を受賞した。
その後は「雑巾先生」などを発表。1945年（昭和20年）には「登攀」や「雑巾先生」のほか「形見」「浪花節」などを含む単行本『雑巾先生』を出版する。初版、再版がそれぞれ五千部ずつ刊行されているが現存するものは少なく、現在は小尾自身が持ち帰った一冊が山梨県立文学館に所蔵されている。
「雑巾先生」は民放の鑑定番組で、埼玉県川越市の男性が初版本を鑑定に出品、250万円の鑑定額が付いた。
戦後は1947年に永井龍男社長、香西昇、式場俊三らの日比谷出版社に勤務したが倒産、50年に甲府商業高校教師となっている。1965年には書き下ろしで芥川賞作家シリーズ『新世界』を発表。「登攀」と同じく教師時代の回想を描く自伝小説で、「登攀」のテーマをより深化させ主人公津金と朝鮮人生徒崔聖亀との関係が描かれており、終戦直後の新京の状況が描かれた風俗小説的な趣もある。
著作は、没後出版に『ひとりっ子の父』があるのみであるが、未発表作品に『燈火』『長春』『怨恨』『赤軍進駐の周辺』『しつけ糸』『青い林檎』『青き大麦畑』などがあるほか、未題の自伝長編もある。

## 著書
- 『新世界』学習研究社（芥川賞作家シリーズ）1965
- 『ひとりっ子の父』第三文明社 1981
- 『復刻版雑巾先生』中野書店 1987